# Historique du logement social en France
Vous lisez un « bon article » labellisé en 2011.
Pour un article plus général, voir Logement social en France.
Le logement social est, en France, le logement destiné, à la suite d'une initiative publique ou privée, à des personnes à revenus modestes qui ont des difficultés à se loger sur le marché libre. L'expression concerne à la fois la construction de logements, l’occupation et la gestion de ce patrimoine. Le logement social est issu du logement ouvrier qui existe sous différentes formes : logement collectif, groupé, individuel. Fin 2008, la proportion de logements locatifs sociaux dans le parc de résidences principales était de 17 %, le nombre de logements sociaux étant de 4,3 millions.
L'historique du logement social en France démarre à la fin du XVIIIe siècle, tandis que le XIXe siècle est la période qui permet de développer les initiatives qui aboutissent finalement au XXe siècle au financement public du logement social, et in fine à la loi DALO ; soit principalement quatre périodes : le temps des précurseurs de 1775 aux années 1880, le développement du « logement bon marché » et les premières lois des années 1880 aux années 1920, le temps des bâtisseurs des années 1920 aux années 1970 et enfin les dernières lois des années 1970 aux années 2000.

## Le temps des précurseurs

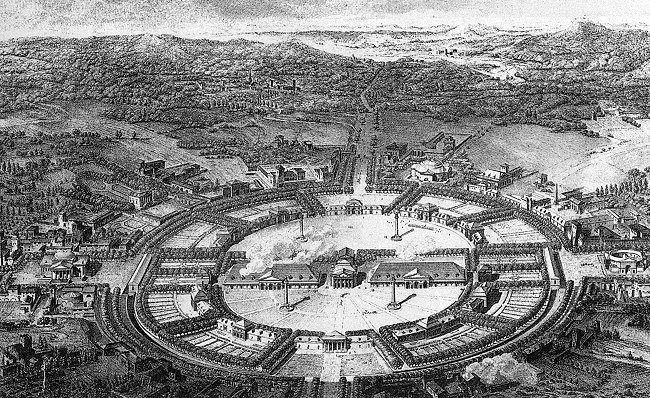
Projet pour la ville de Chaux autour de la saline d'Arc-et-Senans.

La préoccupation de loger les familles les plus modestes est très ancienne. Déjà, il y a 2 000 ans, les patriciens construisaient des logements pour loger les clients : les plébéiens qui étaient des citoyens romains issus du bas peuple et distincts des esclaves.
Dans nos campagnes, à l'époque où la main d'œuvre était importante, les fermiers disposaient souvent de maisons pour loger les ouvriers. Mais c'est après l'expérience de la saline royale d'Arc-et-Senans qu'au milieu du XIXe siècle, va se développer en France le logement ouvrier, qui donnera naissance au « logement social ».
En 1775, l'architecte Claude-Nicolas Ledoux réalise en effet l'un des premiers exemples d'architecture industrielle : la saline royale d'Arc-et-Senans. Dès l'origine des plans, Ledoux conçoit un ensemble architectural comprenant les installations techniques et les logements des ouvriers, ainsi que des jardins : la saline royale fonctionnait comme une usine intégrée où vivait presque toute la communauté du travail.

### Les conséquences de la deuxième pandémie de choléra à Paris
Les 18 602 personnes qui meurent à Paris en 1832 de la deuxième pandémie de choléra (1826-1841) amènent les médecins à en chercher les causes. Les médecins Alexandre Parent-Duchâtelet et Louis René Villermé incriminent la saleté et l'exiguïté des logements des plus pauvres. Désormais, existe « une certaine espèce de population comme un certain type de lieux qui favorisent le développement du choléra le rendant plus intense et son effet plus meurtrier. Les conditions physiques du sol et les conditions météorologiques agissent beaucoup moins que l'encombrement et la misère »

### Les premières cités ouvrières de Paris et de Lille

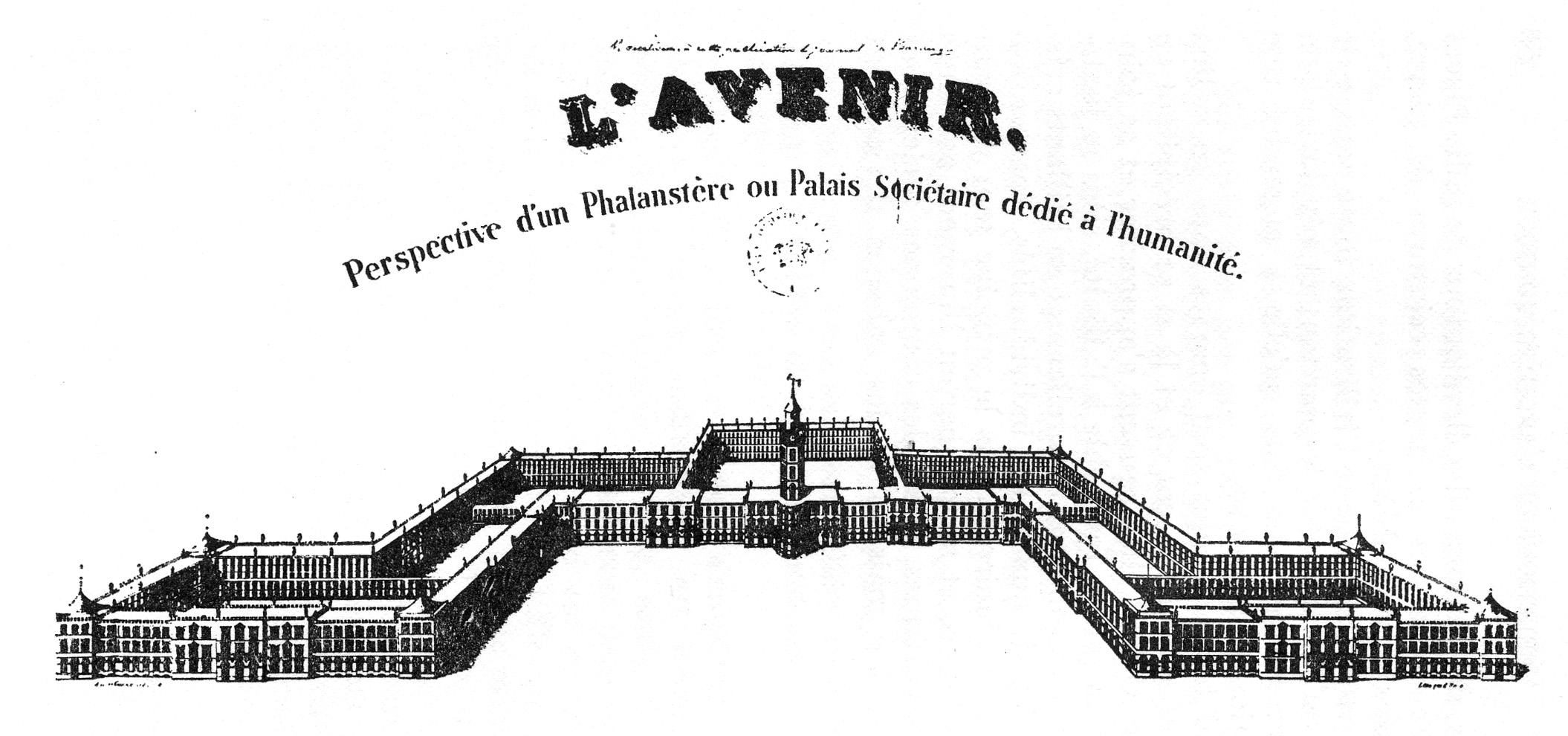
Vue perspective d'un phalanstère.

En 1849, à la demande de Louis-Napoléon Bonaparte, l’architecte Marie-Gabriel Veugny dessine les plans de la cité Napoléon, construite entre 1849 et 1851 au 58, rue de Rochechouart dans le 9e arrondissement de Paris. C'est la première cité ouvrière de Paris, inspirée du phalanstère de Charles Fourier dont la vogue commençait tout juste. Autour d'un grand jardin arboré avec une fontaine, les quatre bâtiments qui la composent permettaient de loger 400 familles, dans 86 logements.
La Cité Napoléon rebaptisée Cité philanthropique en 1884 est édifiée à Lille de 1859 à 1862 par le Bureau de bienfaisance pour loger 1 000 indigents. La conception très novatrice de l'architecte émile Vandenbergh, de six corps de bâtiments séparés par des cours de 16 mètres de large, reliés par des ponts abritant les services communs privilégie la commodité de la disposition, l'air et la lumière.

### La première loi concernant le logement ouvrier
Le 13 avril 1850, la première loi concernant le logement ouvrier et relative à « l'assainissement et à l'interdiction des logements insalubres » est votée. Première loi de salubrité concernant le logement ouvrier, cette loi est proposée par le vicomte Anatole de Melun, député royaliste du Nord . Elle déclare que « sont réputés insalubres les logements qui se trouvent dans des conditions de nature à porter atteinte à la vie ou à la santé de leurs habitants » et donne le droit aux conseils municipaux de définir les travaux à effectuer pour assainir les logements. Mais le conservateur Dr Louis René Villermé en conclut que la question du logement des ouvriers n'a pas de solution. À l'issue de sa fameuse enquête en 1840 « Tableau de l’état physique et moral des ouvriers employés dans les manufactures de coton, de laine et de soie », il s’exprime ainsi dans un discours devant l’académie des Sciences morales et politiques : « Partout où la population ouvrière est en grand nombre, il ne sera jamais possible de fournir des logements convenables à tous ; les ouvriers qui gagnent les moindres salaires seront toujours réduits à demeurer dans les logements les moins chers, c’est-à-dire dans les logements incommodes, insuffisants et peu salubres, dans les maisons délabrées ou mal tenues. Tel est le sort des pauvres de tous les pays ; la force des choses, la dure loi de la nécessité le veulent malheureusement ainsi. ».
C'est le portrait typique que l’on retrouvera sur l’habitat insalubre jusque dans les années 1950 : « l’ouvrier délaisse son foyer pour la rue et le cabaret, où il gaspille ses maigres ressources et ravage sa santé, tandis que son épouse s’étiole dans un intérieur délabré, guettée par la tuberculose, et que ses enfants jouent dans les rues, exposés à ses influences ».
Contrairement à ceux qui, comme Villermé, pensent que la question du logement n'a pas de solution, d'autres estiment qu'il est possible d'en trouver. Dans une première catégorie, on peut classer les philanthropes ou les associations philanthropiques qui cherchent à faire sortir leurs « frères des basses classes » de la misère et du désespoir. Ainsi est fondée à Londres en 1844, la « société pour l’amélioration du sort de la classe ouvrière ». Son programme prévoit de réaliser des lotissements pour les ouvriers où nobles et bourgeois avancent des fonds. Il ne s'agit pas de dons, car l’argent doit rapporter un intérêt de 5 %. Ces fonds sont donc remboursés avec intérêt par les ouvriers qui paient le loyer de leur logement neuf. Cet exemple va être repris dans plusieurs projets en France. Leurs initiateurs peuvent être des libéraux, des fabricants ou des industriels favorables au libre-échange, alors que les conservateurs sont protectionnistes. Ces personnes de la classe aisée estiment qu’il faut améliorer le sort de la classe ouvrière, à la fois pour la moraliser et pour la détourner du socialisme.

### Les précurseurs

#### Le Familistère de Guise

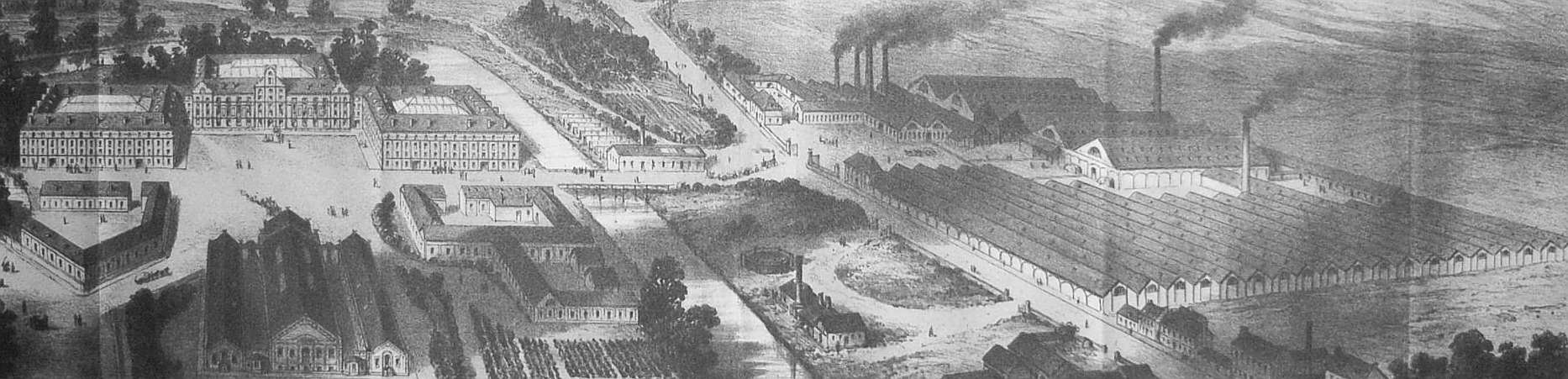
Le Familistère de Guise.

C'est en 1846 que Jean-Baptiste Godin, industriel, s'installe à Guise pour fonder une entreprise d'appareils de chauffage et de cuisine, les fameux « poêles Godin », dont il est l'inventeur. Fabriqués en fonte, diffusant bien mieux la chaleur que les anciens modèles en tôle, ces appareils ont permis à Godin, d'origine modeste, de faire rapidement fortune et de s'imposer sur un marché en pleine expansion. Mais il a lui-même été simple ouvrier, et a conservé le souvenir des terribles conditions de vie et de travail des salariés de l'industrie – constatées notamment au cours d'un Tour de France qu'il effectue, aux côtés d'un compagnon, entre 1835 et 1837. Il entend par conséquent utiliser sa fortune pour améliorer la vie de ses employés, et proposer ses solutions au problème du paupérisme ouvrier. Disciple de Charles Fourier, il entre en contact avec « l'École sociétaire » et, en 1854, investit le tiers de sa fortune dans une tentative d'implantation d'une colonie phalanstérienne au Texas menée par Victor Considerant. L'échec de cette expérience le convainc de mettre lui-même en pratique ses idées, progressivement et avec pragmatisme, pour éviter un nouvel échec.
« Familistère » est le nom qu'il donne aux bâtiments d'habitation qu'il fait construire pour ses ouvriers et leurs familles à partir de 1858 et jusqu'en 1883, pour un total de 500 logements. Étymologiquement « lieu de réunion des familles », construit sur le modèle du phalanstère de Charles Fourier, le Familistère de Guise, dans l'Aisne, est devenu un haut lieu de l’histoire économique et sociale des XIXe et XXe siècles.

#### Les cités ouvrières du Creusot
À partir de 1836, au Creusot, qualifiée de ville-usine, tout tourne autour de la sidérurgie de la société Schneider et Cie. Durant cent trente ans la dynastie des Schneider déploie un paternalisme qui tend à réguler tous les aspects de la vie des Creusotins. Les aciéries emploient au moins un membre de chaque famille creusotine. Des écoles, de tous niveaux, sont créées; un dispensaire puis un hôpital sont mis en place; des logements sont bâtis pour les ouvriers et les ingénieurs. Tous ces aménagements permettent d'améliorer la vie des Creusotins, venant du monde rural, qui travaillaient souvent dans des conditions très difficiles.
La « cité des Pompiers » est la première cité construite par Schneider et Cie en 1860. Les douze maisons à un étage qui la composent, abritent chacune deux logements par niveau, chacun de ces logements possédant son accès. En 1865 est construite la cité de la Villedieu, regroupant 80 maisons. Cette cité sera présentée à l'exposition universelle de 1867. De même la cité Saint-Eugène, construite en 1875, sera présentée à l'exposition universelle de 1878.

#### Le modèle mulhousien

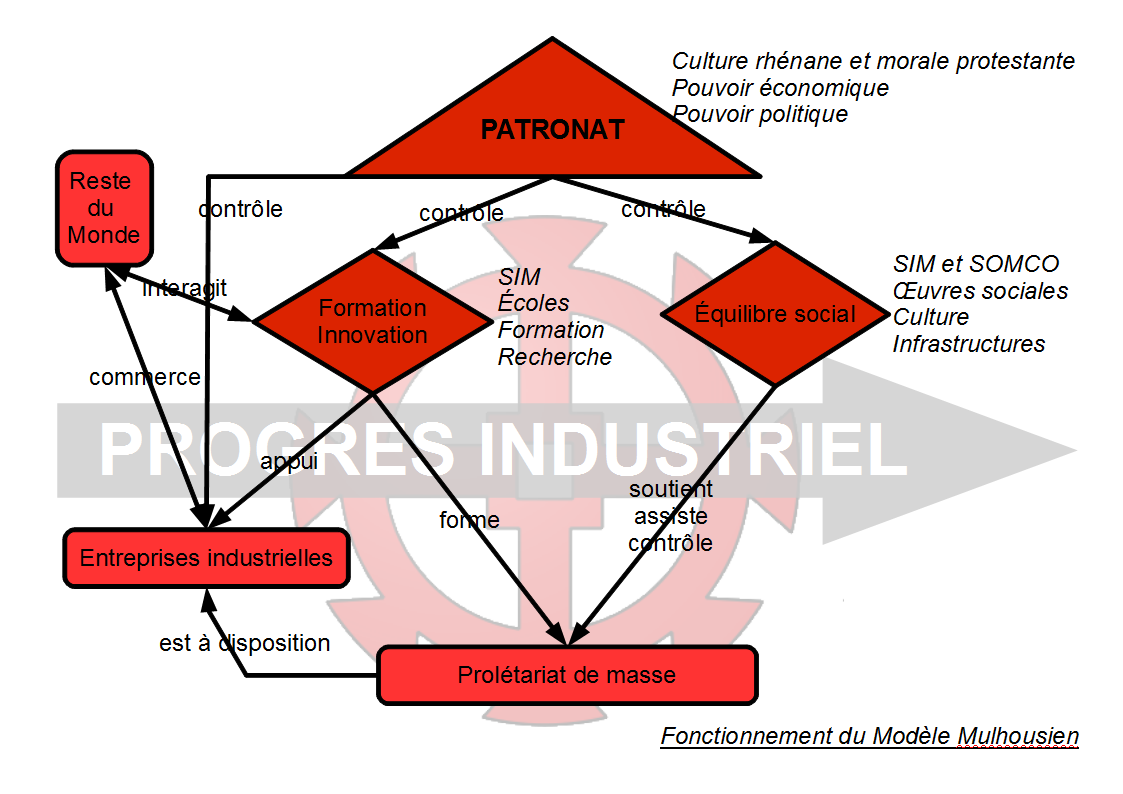
Le modèle mulhousien.

Au XIXe siècle, jusqu'à l'annexion allemande de 1870, tous les bourgmestres et maires mulhousiens sont protestants et proches ou issus du patronat. Le modèle mulhousien repose sur trois piliers, un patronat protestant paternaliste, le prédominance du couple innovation/formation dans le développement technique et la recherche d'un équilibre social : les associations philanthropiques « Société industrielle de Mulhouse (SIM) » et « Société Mulhousienne de Cités ouvrières (SOMCO) » sont créées respectivement en 1826 et en 1853, à l'initiative de Jean Dollfus (industriel, économiste et maire de Mulhouse), Émile Muller (ingénieur-constructeur, architecte de la cité ouvrière) et Achille Penot (inspecteur scolaire et enquêteur social). L'objectif est de fixer la main-d'œuvre ouvrière : 1 243 maisons ouvrières sont construites à partir de 1862 jusqu'en 1897. C’est une cité-jardin en ce sens que chaque logement, outre la porte personnelle à chaque famille, a aussi son jardin particulier ; ces logements sont uni-familiaux payables par mensualités, les investisseurs touchent 4 % par an, mais en moins de quinze ans souvent, les logements deviennent la propriété des ouvriers. C'est l'un des exemples les plus anciens et les plus imités en France.
L'exemple précurseur de Mulhouse sera rapidement suivi, notamment par la Villa Mulhouse à Auteuil.

#### La cité Jouffroy-Renault à Clichy
La « cité Jouffroy-Renault », édifiée à la fin du Second Empire, est la première réalisation importante dans le domaine du logement social à Clichy. Cette cité est fondée en 1865 par Mme Thénard, veuve du frère cadet de Louis Jacques Thénard (1777-1857), savant chimiste promu baron de l’Empire par Napoléon Ier.
Elle est composée de 76 pavillons semblables, constitués d’un étage surmonté d’un comble, et d’un jardinet devant. Les pavillons sont loués avec promesses de vente, payables en 15 ans par mensualités, ce qui représente à l'époque un moyen d’accession à la propriété très « social ». Cette cité est représentative de l’effort réalisé au XIXe siècle par des bourgeois et industriels philanthropes. Mme Thénard est distinguée pour cette œuvre philanthropique et reçoit la médaille d'or à l'exposition universelle de 1867.

#### La cité Menier à Noisiel

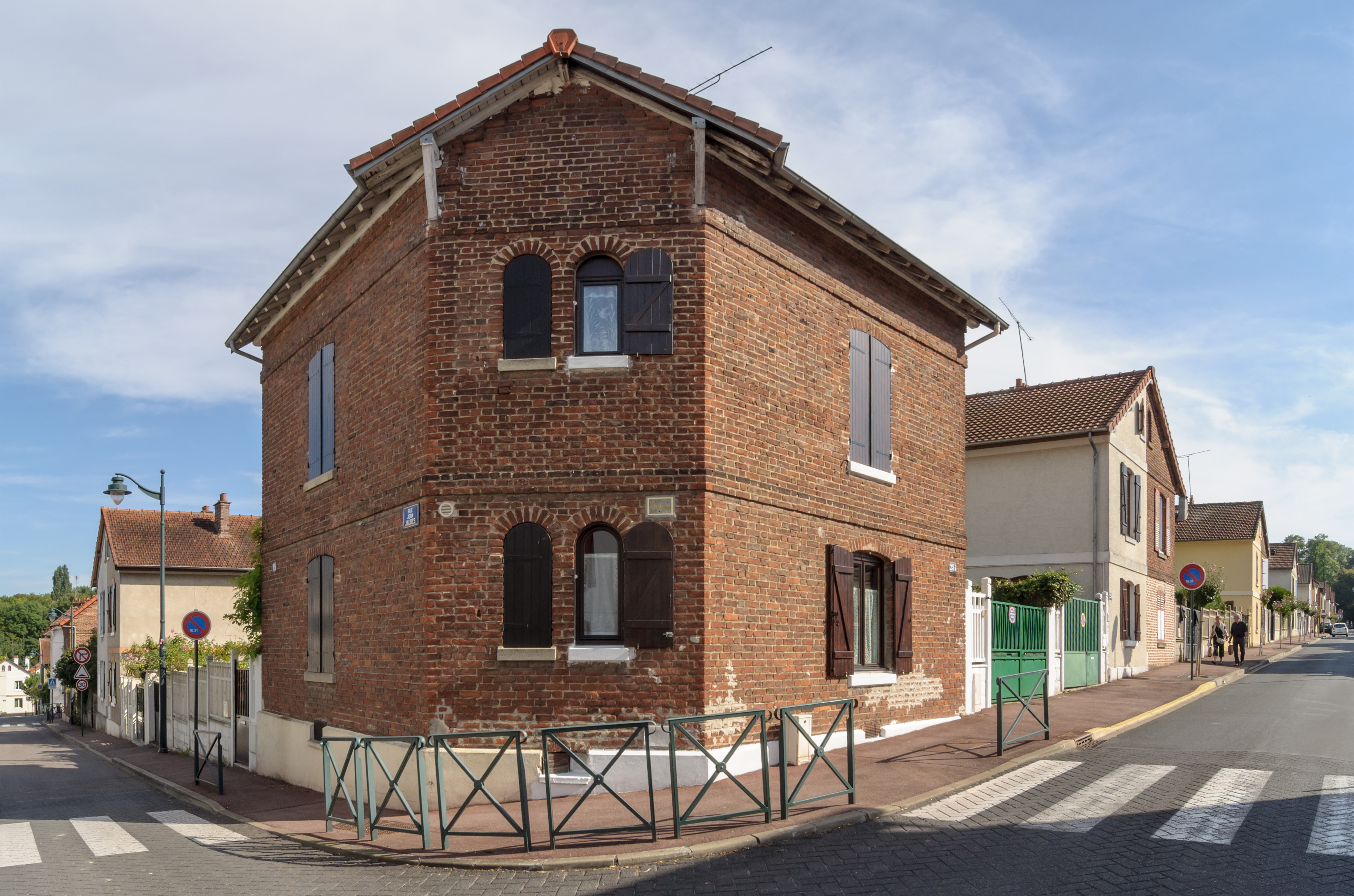
Pavillons dans la cité ouvrière Menier à Noisiel.

Maître des destinées de sa commune, Noisiel, à la suite de son accession à la mairie en 1871 et à ses nombreuses acquisitions foncières, Émile-Justin Menier lance, en 1874, la construction de 66 maisons pour loger le personnel de la chocolaterie Menier, ainsi que d’un groupe scolaire. Pour cela, la famille Menier visite des modèles de cités en Angleterre et prend aussi exemple sur l'exemple précurseur de Mulhouse. Chaque pavillon en bordure de rue est composé de deux logements indépendants de 64 m2 chacun, comprenant deux chambres, une cuisine et un séjour, deux chambres à l'étage, ainsi qu’un jardin de 300 m2 attenant, destiné au potager, pour compléter les revenus de la famille. L’eau courante n’arrive pas jusque dans le logement, mais des bornes-fontaines sont installées dans les rues tous les 45 mètres. Des pavillons en cœur de parcelle regroupent quant à eux quatre logements et autant de jardins-potagers. Seules les maisons d’angles, plus cossues, plus grandes et réservées aux employés et ingénieurs, disposent de cabinets de toilette. Les logements sont loués exclusivement au personnel de l’usine qui ne peut en devenir propriétaire. En quittant son emploi, l’employé doit laisser son habitation. Le montant du loyer est l’équivalent de deux à six journées de travail, selon le grade de l’employé. 85 maisons sont ajoutées jusqu’en 1911. Au total, ce sont 311 logements qui sont construits couvrant un espace de 20 hectares. Cette cité ouvrière reçut lors de l'exposition universelle, le nom de « premier logement français ».

#### Autres cités
- Cité Jeanne-d'Arc
- Cité Napoléon
- Cité Michelin
- Cité Doré
- Cité des Kroumirs
- Château ouvrier

## La naissance du logement bon marché

### Les «habitations à bon marché»

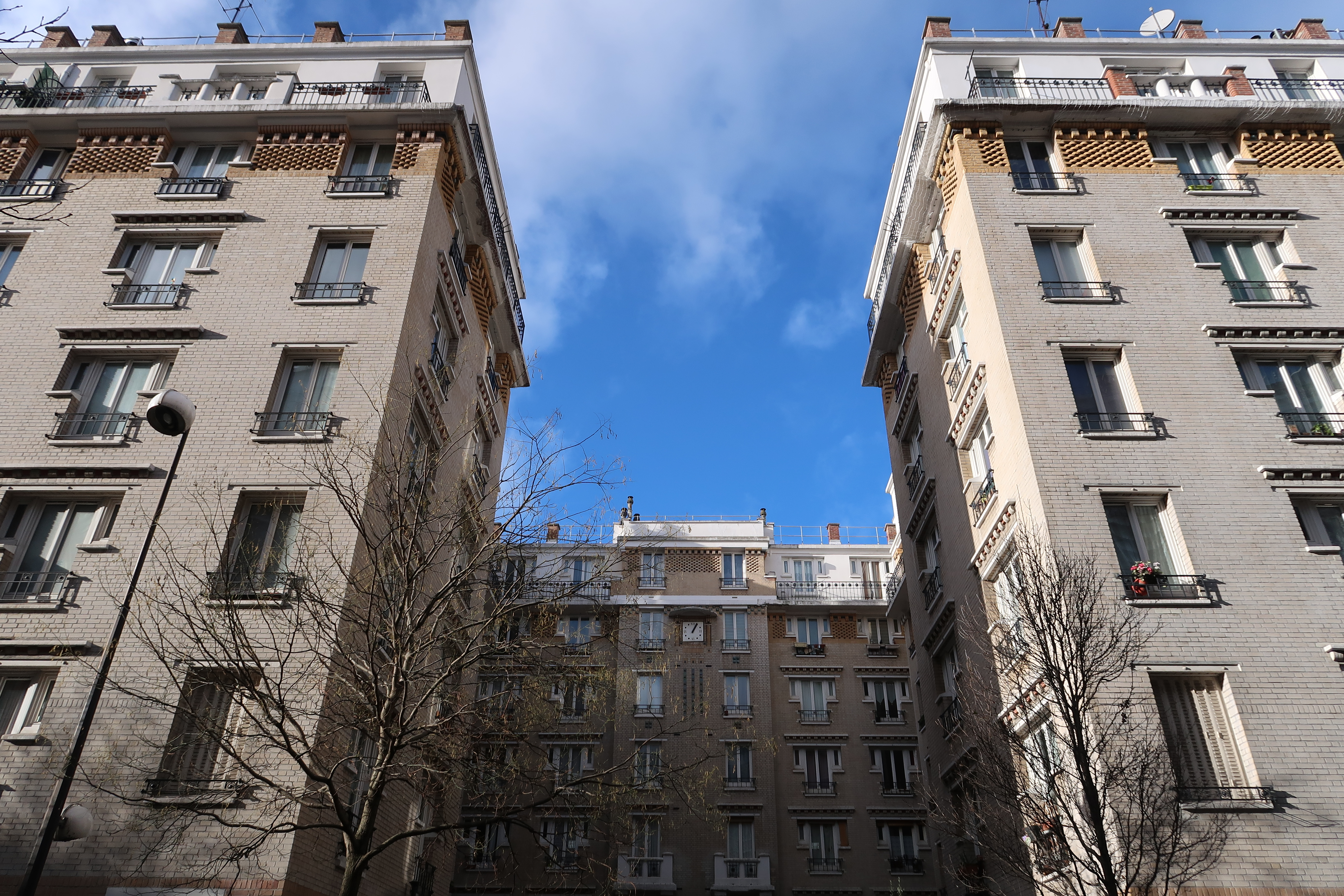
HBM de la rue des Quatre-Frères-Peignot à Paris.

Société privée à caractère philanthropique, créée en marge de l’Exposition universelle de Paris de 1889, la « Société française des habitations bon marché » (SFHBM) fédère les initiatives variées qui ont vu le jour dans le cadre des œuvres sociales du patronat au sein de cités ouvrières telles que celles de Mulhouse, Le Creusot, Noisiel et Roubaix. L'appellation Habitation à bon marché (HBM) perdurera jusqu'en 1949, elle sera alors remplacée par l'appellation Habitation à loyer modéré (HLM). Les Expositions universelles de 1867 et de 1889 constituent des moments de visibilité importants pour ces réformateurs : celle de 1867 accueille une exposition consacrée aux habitations ouvrières ; celle de 1889 comporte la reconstitution grandeur nature de maisons ouvrières sur l’Esplanade des Invalides, ainsi que de nombreux plans et maquettes de réalisations. Parmi ces réformateurs, se côtoient un patronat « éclairé », préoccupé des conditions de vie de ses ouvriers, mais aussi des philanthropes et des hygiénistes, fédérés pour certains depuis de longues années autour de Frédéric Le Play, commissaire de l’exposition universelle de 1867, et de la Société d’économie sociale qu’il a fondée en 1856.
Le modèle de l'habitation ouvrière y est présenté : la maison monofamiliale est privilégiée, contre l’immeuble collectif. Les parties communes, quand elles existent, sont conçues pour ménager au mieux l’indépendance de chaque famille. C’est ce qu’illustrent les débats autour de la cité Napoléon : sa conception veillait à ce que les parties communes ménagent une distance entre les familles et posait un principe de séparation, par un système de coursives et d’escaliers. Elle illustra cependant bientôt l’exemple même de ce qu’il ne fallait pas faire. Villermé considérait ces habitations fort « salubres », « commodes » et « peu coûteuses ». Il se préoccupait toutefois de l’existence « de grandes casernes, où les mauvais exercent constamment une fâcheuse influence sur les bons. » C’est par conséquent la maison monofamiliale qui va constituer la figure rassemblant au mieux les attentes portées par ce projet réformateur. Ce modèle sera privilégié au Creusot de 1865 jusqu’au tournant du siècle.
Concernant l’intérieur de l’habitation, c’est la « chambre » unique, ouverte à tous les usages, qui fait office de repoussoir. Ces réalisations ajoutent donc à la chambre une salle commune, appelée également cuisine ou salle à manger. L’existence de deux pièces constituait un degré relatif d’aisance et le maximum de confort auquel pouvait prétendre un ménage ouvrier. Elle est progressivement généralisée dans les plans de logements ouvriers.
Parmi les premières réalisations de ce type en France, la cité-jardin « La Ruche », dans le quartier de La Plaine Saint-Denis (62-64 rue du Landy), est l’œuvre de Georges Guyon, l’un des premiers architectes à penser le logement social. En 1890, un concours pour un groupe de logements sociaux à réaliser dans la Plaine Saint-Denis est lancé par la Société des Habitations Économiques de Saint-Denis. La Ruche, opération de 67 logements où les maisons sont posées entre cour et jardin, construite pour sa première phase de 1891 à 1893, est la première réalisation d’HBM encadrée par la loi Siegfried créant le financement public du logement social,,.

### Les premières lois
La « société française des habitations bon marché » donnera également son orientation à la loi du 30 novembre 1894, dite « loi Siegfried » du nom de l'homme politique et promoteur du logement social Jules Siegfried. Cette loi vise à encourager les initiatives privées en matière de construction de logement, en leur donnant un cadre juridique, et à favoriser l’accession à la propriété par le biais d’exonérations fiscales et de systèmes de prêts. Elle a donc une portée essentiellement incitative, offrant un cadre juridique aux initiatives privées.
La loi Siegfried encourage la création d’organismes d’habitations à bon marché par des exemptions d'impôts et l'ouverture de sources de crédit. Elle donne la possibilité aux ouvriers de devenir propriétaires. Elle développe également la conception de la maison collective avec logement individuel. Avec elle naît un système qui perdure encore aujourd’hui : celui de l’utilisation du livret A pour financer la construction de logements locatifs sociaux. Malheureusement, cette loi n'apportant aucune obligation et les financements se faisant attendre, il n'y aura que 18 sociétés créées de 1898 à 1906 ; les bénéficiaires de logements construits par les sociétés anonymes d'habitations à bon marché (HBM) étaient principalement des ouvriers logés par leurs patrons. Ce projet de cité ouvrière est d’abord un projet de régulation sociale par l’amélioration des conditions de vie : Jules Siegfried déclare « Voulons-nous faire des gens heureux et des vrais conservateurs ; voulons-nous augmenter les garanties d’ordre, de moralité, de modération politique et sociale ? Créons des cités ouvrières ».
C'est de façon concomitante qu'est créé le Musée social, création rendue possible par la rencontre notamment de Jules Siegfried, Léon Say et Émile Cheysson avec le Comte Aldebert de Chambrun, mécène qui y consacrera sa fortune. Véritable institut de recherche, le Musée social est, avant 1914, surnommé « l'antichambre de la Chambre » en raison de son rôle dans la préparation de certaines lois sociales et aussi d'urbanisme. Il va avoir une influence majeure à la fin du XIXe siècle et au début du XXe siècle dans l'évolution des idées et aussi dans la diffusion des expériences en matière sociale. Il joue notamment un rôle prépondérant dans la naissance de l'urbanisme et l'élaboration des premières lois d'urbanisme après la Première Guerre mondiale, les lois Cornudet de 1919 et 1924. C'est aussi à partir du Musée social qu'est introduit en France le modèle des cités-jardins (inventé et réalisé par Ebenezer Howard), dont Henri Sellier, maire de Suresnes, est l'un des principaux initiateurs autour de Paris. Les membres du Musée social sont également à l'initiative de la création de la société française des urbanistes en 1911.

### L'implication des collectivités locales et de la puissance publique

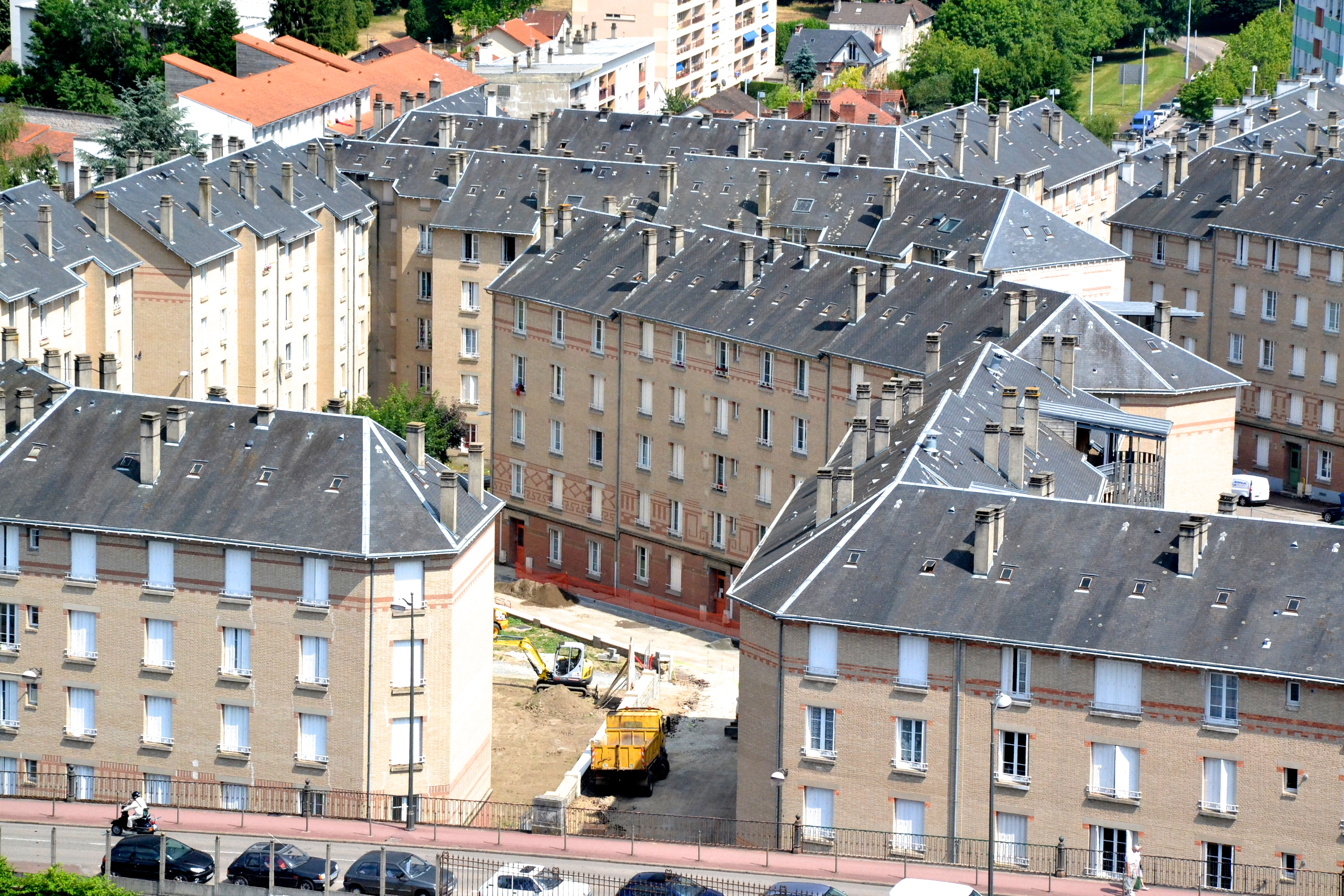
La Cité des Coutures à Limoges, un ensemble HBM des années 1920.

Le 12 avril 1906, le sénateur Paul Strauss fait voter la loi portant son nom ; celle-ci crée les « Sociétés Coopératives d'HBM » : le champ d'application de la loi de 1894 est élargi, tant du côté des bénéficiaires que du côté des actions à entreprendre. Cette loi facilite les opérations de financement en permettant aux communes d'intervenir dans le logement social sous forme d'un concours financier et en autorisant la Caisse des dépôts et consignations à accorder directement des prêts aux sociétés d'HBM.
Le 10 avril 1908, le député et ancien ministre Alexandre Ribot fait voter la loi portant son nom ; celle-ci crée les sociétés de Crédit immobilier pour favoriser l'accession à « la petite propriété ».
Le 23 décembre 1912, le député Laurent Bonnevay fait voter la loi portant son nom ; celle-ci autorise la création par les collectivités locales d'offices d'habitations à bon marché (HBM). En outre, cette loi impose une valeur maximale au loyer en fonction du nombre de pièces du logement, pièces dont la surface minimale doit être de 9 m2.
Enfin, le 13 juillet 1928, la loi Loucheur, du nom du ministre du Travail et de la Prévoyance sociale, marque le premier engagement financier de l’État dans le logement social. Cette loi prévoit l'intervention financière de l'État pour favoriser l'habitation populaire, alors que, jusqu'alors, il s'agissait d'initiatives privées, ou, depuis la Loi Bonnevay, d'interventions communales, en ce qui concerne les HBM. Elle élargit notamment le rôle de la Caisse des dépôts, qui, depuis 1905 est chargée de financer le logement social. Les particuliers peuvent emprunter à taux réduit afin d'acheter un terrain et y faire construire un pavillon ou une maison. Tout en laissant chaque propriétaire libre de choisir l'entrepreneur, le matériau et le plan de sa future maison, l'État mandate un de ses architectes pour suivre et vérifier la qualité de la construction. Cette loi prévoit également le financement de la construction de 200 000 logements HBM et de 60 000 logements à loyer moyen.

## Le temps des bâtisseurs

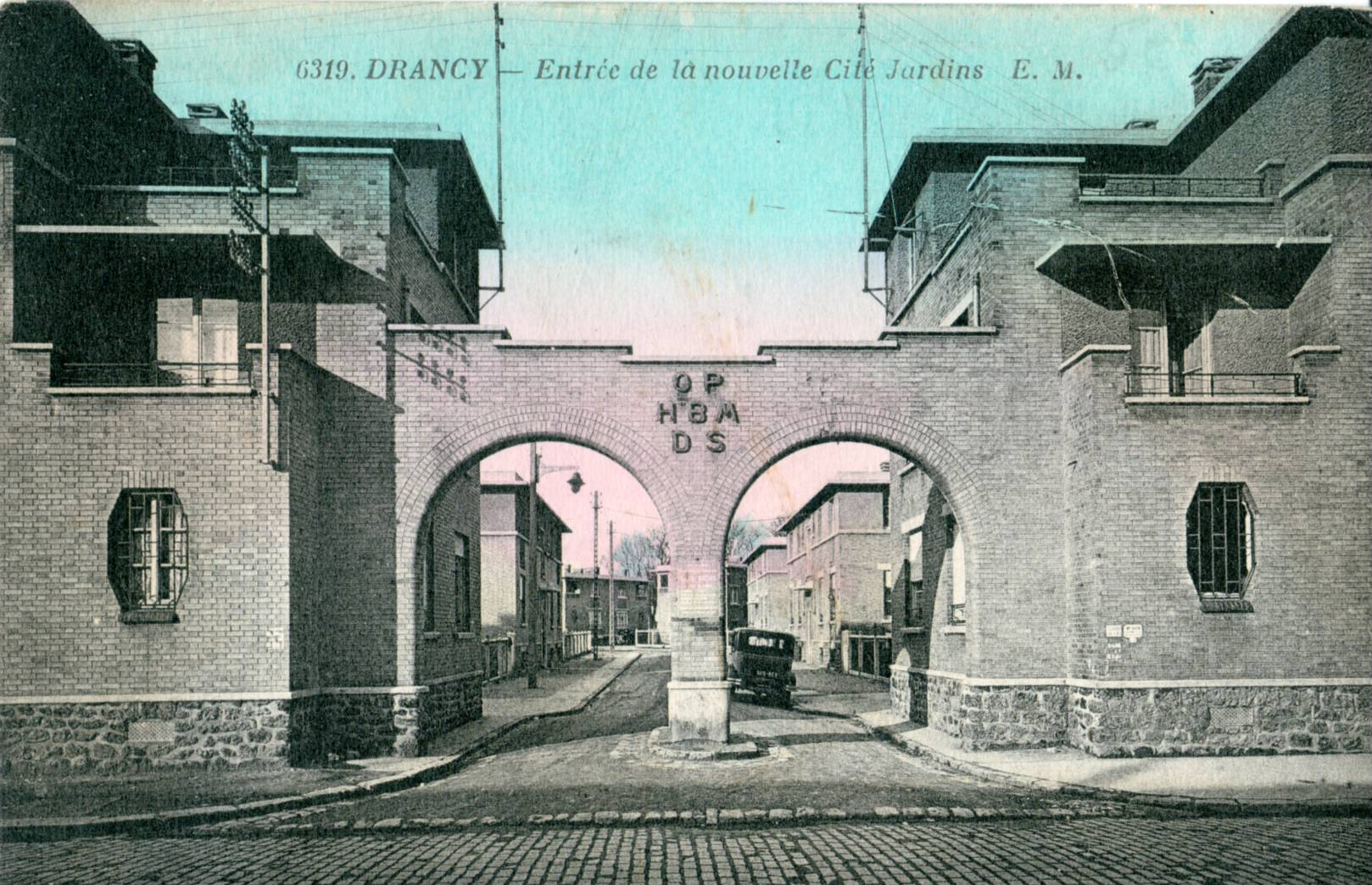
Le groupe de Drancy-I des HBM de la Seine.

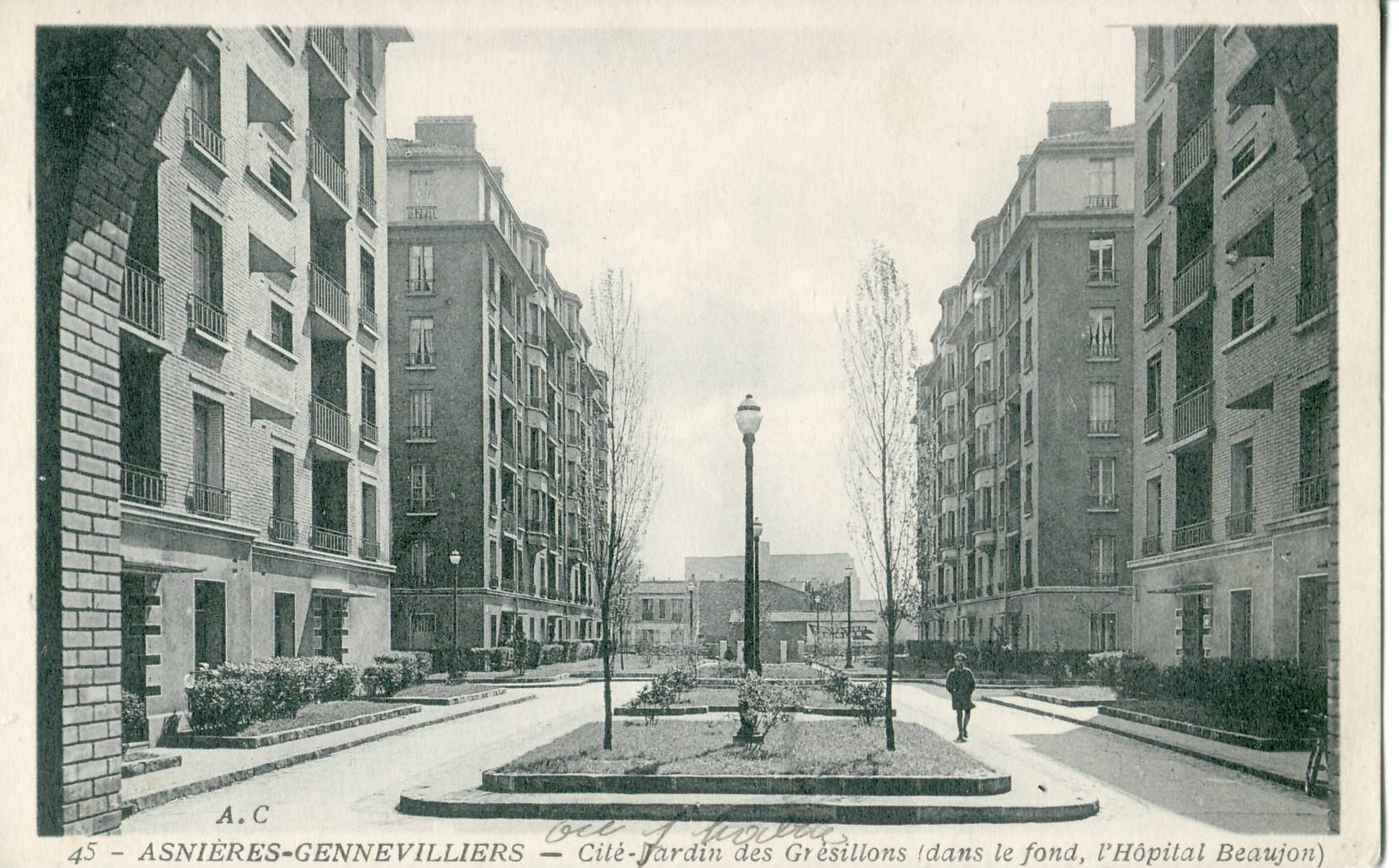
La Cité jardin des Grésillons, à Asnières-sur-Seine, construite par les HBM de la Seine.

À Paris, au début du XXe siècle, différentes fondations privées entreprennent la création de logements, telle que la fondation « Groupe des Maisons Ouvrières » financée par la philanthrope Amicie Lebaudy à l'initiative des logements de la rue Jeanne-d'Arc puis en 1904, la fondation Rothschild. Cet élan se concrétisera en 1914 par la construction de nombreux immeubles en brique rouge, typiques de la ceinture vers les boulevards des Maréchaux.
Alors que les programmes de logements ouvriers transforment Berlin ou Vienne après la Première Guerre mondiale, le blocage des loyers côté français gèle la construction et même l’entretien des immeubles dont le délabrement s’aggrave. Reste le pavillon individuel, abandonné à l’incurie des lotisseurs et aux faibles ressources des lotis. La poussée banlieusarde des années 1920 conduit tout droit au scandale des lotissements (vente de terrains non viabilisés).
De 1921 à 1949, l'office d'HBM de la Seine engage une politique de constructions de cités-jardins, notamment à Arcueil, Asnières-sur-Seine, Châtenay-Malabry (La Butte Rouge), Drancy, Gennevilliers, Le Plessis-Robinson, Stains. Ces réalisations existent toujours et ont été réhabilitées. Début 2011, on estime qu'il reste 120 000 logements sociaux construits avant la guerre.
Après la Seconde Guerre mondiale, de nombreuses villes sont à reconstruire, parfois même quasiment totalement. Eugène Claudius-Petit, ministre de la reconstruction, est gagné aux idées de Le Corbusier et entreprend les chantiers de reconstruction.
En 1950, les HBM deviennent les habitations à loyer modéré (HLM).
À la suite de l'appel de l'Abbé Pierre le 1er février 1954, l'État — s'appuyant sur les organismes d'HLM publics (OP) ou privés (SA) — s'engage massivement dans l'effort de construction de logements, notamment sous la forme de grands ensembles. Ce sont plusieurs millions de logements qui sont très rapidement construits. Le confort de ces constructions est très supérieur à nombre de logements existants à cette époque, notamment sur le plan des installations sanitaires. Ces logements apportent un confort quasi inexistant pour une bonne partie de la population à l'époque. Toutefois, les isolations thermique et phonique sont souvent négligées, de même que parfois des erreurs d'urbanisme : grands ensembles à la périphérie des villes, sans transports ni commerces. L'arrêt de mort de la politique des grands ensembles est signifié en 1973 par la circulaire « relative aux formes d'urbanisation dites « grands ensembles » et à la lutte contre la ségrégation sociale par l'habitat » d'Olivier Guichard, ministre de l'Aménagement du territoire, de l'Équipement, du Logement et du Tourisme.
Dès lors, le nombre de constructions de logements sociaux ne cesse de décroître,. En 1975, le livre blanc intitulé « Propositions pour l’habitat », édité par l'union nationale des fédérations d'organismes HLM (UNFOHLM), fait un constat très inquiétant du manque de logements et revendique la qualité de l'habitat pour tous.

## Les dernières lois

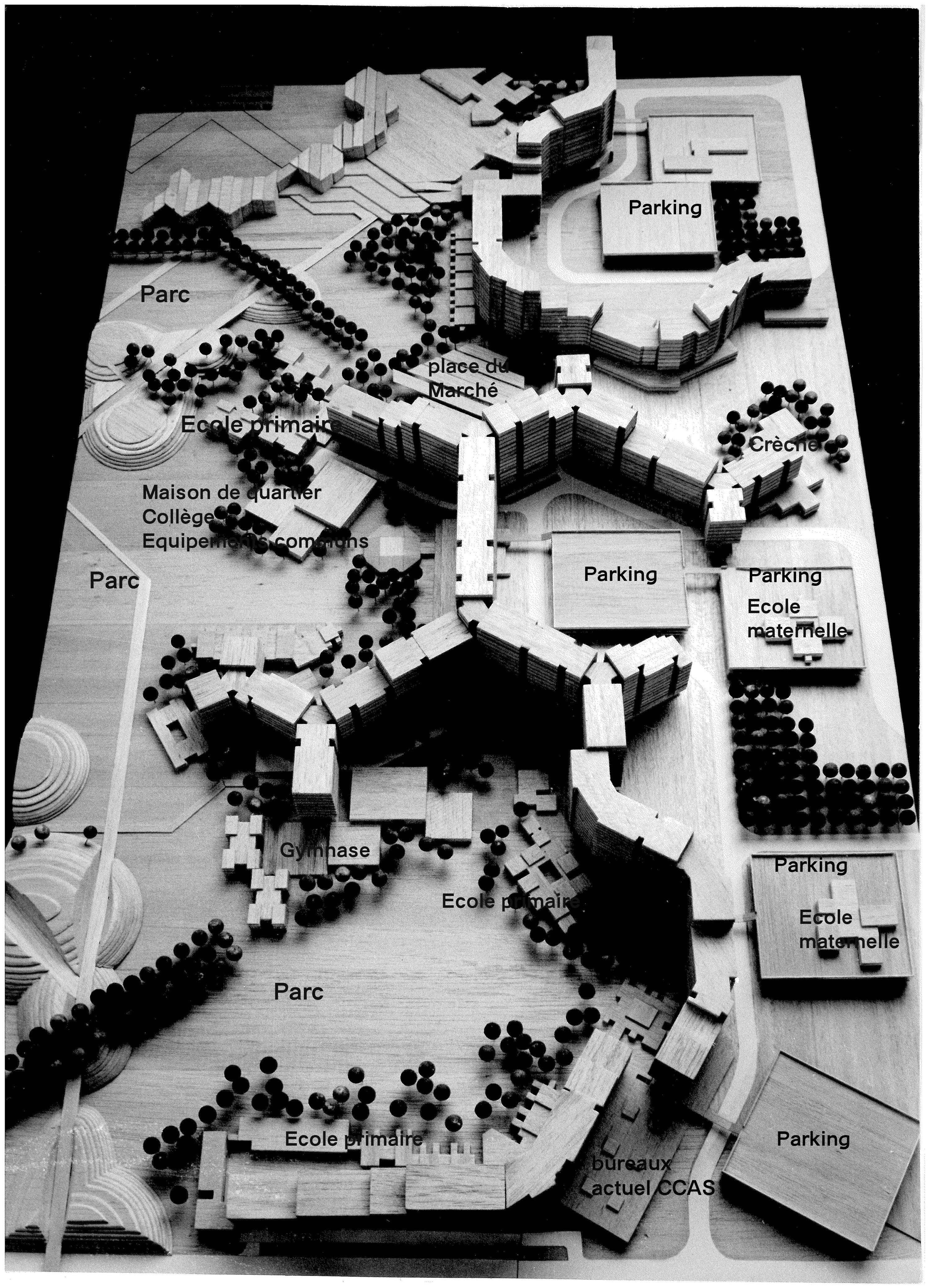
Maquette en bois de la galerie de l'Arlequin, La Villeneuve de Grenoble.

Après le rapport de la commission Barre, la loi du 3 janvier 1977 pose le principe d'une aide personnalisée (APL) permettant l'accès de tous à un bon logement. C'est la fin de la construction des grands ensembles, le retour du pavillonnaire et du logement individuel. En 1977, ce dernier représente plus de la moitié des constructions de logements.
En octobre 1981 est créée la « Commission pour le développement social des quartiers » lors des Assises de l'habitat social, organisées par la Caisse des dépôts et consignations, le Commissariat du plan et l'UNFOHLM.
Le 22 juin 1982, le ministre Roger Quilliot donne son nom à la loi qui reconnaît pour la première fois le droit à l'habitat, reconnu comme droit fondamental. En instaurant le droit à l’habitat comme cofondement du rapport locatif avec le droit de propriété, la loi Quilliot introduit une rupture importante : elle régule les rapports entre les propriétaires bailleurs et les locataires.
Le 31 mai 1990, le ministre Louis Besson donne son nom à la loi qui crée les conditions de l'accès au logement pour les plus démunis.
Le 13 juillet 1991, la loi d'orientation pour la ville (LOV) affirme la nécessité de la diversité de l'habitat et des politiques locales. Son article 3 affirme que « La réalisation de logements sociaux est d'intérêt national ».
Le 29 juillet 1998, la « Loi d'orientation relative à la lutte contre les exclusions » qui crée la CMU, assure une plus grande transparence dans les attributions.
Le 13 décembre 2000, la loi relative à la solidarité et au renouvellement urbains, dite « loi SRU », modifie en profondeur le droit de l'urbanisme et du logement en France. Son article le plus notoire est l'article 55, qui impose aux communes dont la population est au moins égale à 1 500 habitants en Île-de-France et 3 500 habitants dans les autres régions et qui sont comprises, au sens du recensement général de la population, dans une agglomération de plus de 50 000 habitants comprenant au moins une commune de plus de 15 000 habitants de disposer d'au moins 20 % de logements sociaux. Par ailleurs, cette loi réaffirme la compétence des organismes HLM en matière d'accession à la propriété.
Le 2 juillet 2003, le ministre Gilles de Robien donne son nom à la loi urbanisme et habitat qui remanie fortement la loi SRU et met en place un dispositif fiscal en faveur des investisseurs.
Le 1er août 2003, le ministre Jean-Louis Borloo donne son nom à la loi d'orientation et de programmation pour la ville et la rénovation urbaine qui définit les modalités d'intervention de l'État dans les zones urbaines sensibles.
Le 13 juillet 2006, la loi dite « engagement national pour le logement » vise à augmenter l'offre de logements, notamment sociaux en favorisant la construction et en mobilisant le parc privé.
Le 5 mars 2007, la loi dite « Loi instituant le droit au logement opposable et portant diverses mesures en faveur de la cohésion sociale » est votée.
Le 25 mars 2009, la ministre du Logement Christine Boutin donne son nom à la loi de « mobilisation pour le logement et la lutte contre l’exclusion » qui contient 124 articles dont de nombreuses mesures concernant le logement social.
Promulguée le 24 mars 2014, la Loi pour l'accès au logement et un urbanisme rénové (dite loi ALUR) de la ministre Cécile Duflot révise les rapports locatifs.

## Pour approfondir